# قورباغه درختی استرالیایی
قورباغه درختی استرالیایی (نام علمی: Litoria) نام یک سرده از تیره قورباغه‌های درختی حقیقی است.